# Santa Fe (Nueva Vizcaya)
Santa Fe è una municipalità di quarta classe delle Filippine, situata nella Provincia di Nueva Vizcaya, nella regione della Valle di Cagayan.
Santa Fe è formata da 16 baranggay:
- Atbu
- Bacneng
- Balete
- Baliling
- Bantinan
- Baracbac
- Buyasyas
- Canabuan
- Imugan
- Malico
- Poblacion
- Santa Rosa
- Sinapaoan
- Tactac
- Unib
- Villa Flores